# Histoire du Rhône
L’histoire du département du Rhône commence pendant la Révolution française, en 1793, par démembrement du département de Rhône-et-Loire qui correspondait à l'ancienne province du Lyonnais. 

## Création

Division du département de Rhône-et-Loire en 1793

De 1790 à 1793, la quasi-intégralité du département du Rhône actuel formait le département de Rhône-et-Loire qui comprenait le Lyonnais, le Beaujolais et le Forez. Rhône-et-Loire comprend six districts : Lyon-Ville, Lyon-Campagne, Villefranche, Montbrison, Roanne et Saint-Étienne.
La conséquence du  soulèvement de Lyon,  dans le but de réduire l’influence de la ville, la partition du département e est décidée par la Convention nationale le 19 novembre 1793 et deux départements sont alors créés :  
- Le Rhône réunissant le Lyonnais et le Beaujolais. Chef-lieu : Lyon.
- La Loire correspondant au Forez. Chef-lieu :  Feurs, puis Montbrison, et enfin Saint-Étienne à partir de 1855.

Carte du département du Rhône avec les changements de frontière de 1793 à 2015.
annexé à Lyon en 1852
Autres communes détachées de l'Isère en 1852
Cédé à la Loire en 1857
Cédé à la Loire en 1868
Détaché de la Loire en 1868
Détaché de l'Isère en 1967
Détaché de l'Ain en 1967
Détaché de l'Isère en 1971
Détache du Rhône en 2015

Le nouveau département du Rhône compte alors 3 des 6 districts que comptait le département de Rhône-et-Loire : Campagne de Lyon, Ville de Lyon et Villefranche (les districts de Montbrison, Roanne, Saint-Étienne formèrent alors le département de la Loire).
Depuis sa création, le département s'est agrandi à plusieurs reprises de communes des environs de Lyon, prises aux départements voisins :
- en 1793 La Guillotière qui avait été brièvement détachée au département de l'Isère à la suite de l'insurrection lyonnaise
- en 1852, 4 communes de l'Isère (Bron, Vaulx-en-Velin, Vénissieux[2] et Villeurbanne[3];
- en 1967, 6 communes de l'Ain[4] et 23 communes de l'Isère[5] ;
- en 1971, 1 commune de l'Isère (Colombier-Saugnieu).

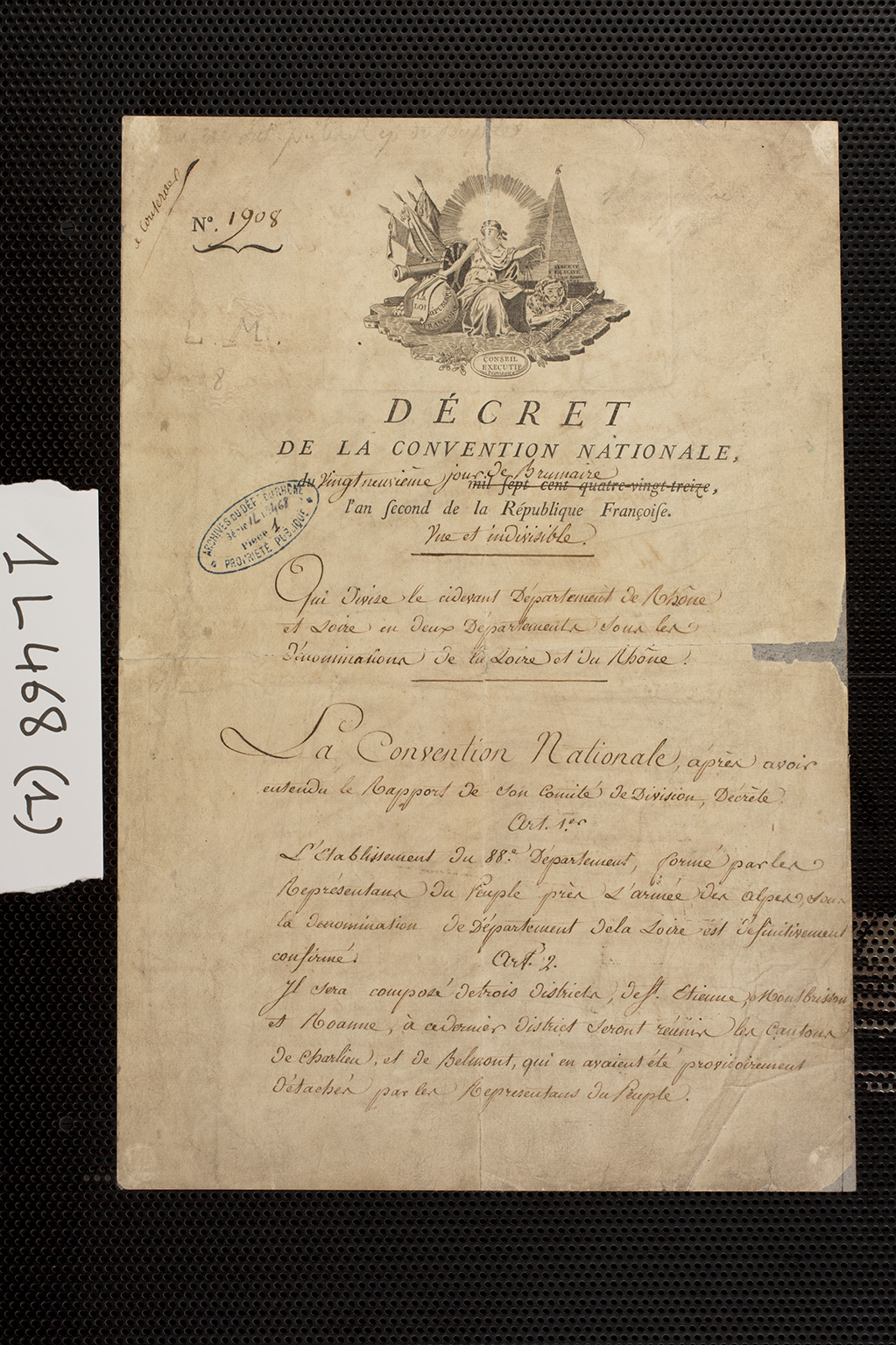
Décret de création du département du Rhône, 29 brumaire an 2 (Archives du département du Rhône et de la métropole de Lyon, 1 L 468)

## Histoire

### Après le Premier Empire
Après la victoire des coalisés à la bataille de Waterloo (18 juin 1815), le département est occupé par les troupes autrichiennes de juin 1815 à novembre 1818 (voir occupation de la France à la fin du Premier Empire).

### De l'Isère au Rhône
Dès 1816, des projets de rattachement de Villeurbanne au Rhône voient le jour mais sans succès. Lyon y voit une occasion d’agrandir un département du Rhône jugé trop étriqué pour une ville comme elle, et réclame l’annexion d’un bon tiers du département de l’Isère. Sa gourmandise fait échouer la tentative de redécoupage. Un nouvel essai intervient au cours des années 1830. Cette fois l’annexion obéit à des raisons politiques. En 1831 et en 1834, les ouvriers de Lyon se soulèvent et occupent la ville, lors de la fameuse révolte des Canuts. Le calme revient après l’intervention de l’armée et une féroce répression, mais désormais le gouvernement se méfie. Le zèle des fonctionnaires s’accélère lorsqu’on découvre que l’auteur d’un attentat contre le roi Louis-Philippe, un certain Joseph Fieschi, a été ouvrier à Villeurbanne.
Pourtant, malgré ces circonstances le mariage avec le Rhône se fait attendre. Les Villeurbannais dont le territoire est imbriqué dans Bron et dans Vaulx-en-Velin demandent l’annexion des communes voisines. Qui à leur tour exigent le rattachement de Décines, Meyzieu, Jonage, et ainsi de suite. Par un effet de domino, c’est toute une partie de l’Isère qui devrait devenir rhodanienne. Tohu-bohu à Grenoble, panique du préfet et agacement du ministre précèdent l’abandon du projet, en 1838. Les plus déçus sont les Villeurbannais eux-mêmes. Malgré leur inquiétude de dernière minute, eux réclamaient l’annexion à cor et à cri. Leur vie quotidienne est tout entière tournée vers Lyon, la ville où ils travaillent, où ils vendent le produit de leurs champs et où se trouvent leurs familles. Ils n’en peuvent plus de courir sans arrêt à Grenoble ou à Vienne pour la moindre démarche, et se plaignent que leur appartenance à l’Isère gêne l’installation d’usines sur leur commune. Elle empêche même, disent-ils en exagérant un peu, la construction des digues qui les protégeraient des inondations du Rhône. Aussi le Conseil municipal délibère-t-il à tour de bras pour changer de département : en 1832, 1842, 1844, 1847, 1852. En pure perte. Le gouvernement reste sourd à ces appels du cœur.
Le 24 mars 1852, Napoléon III proclame le rattachement de quatre communes de l’Isère au département du Rhône : Vénissieux, Bron, Vaulx-en-Velin et Villeurbanne.